# 私の"だんだん"
私の"だんだん"（わたしのだんだん）は、NHK松江放送局が2009年に制作・放送した短編ドラマ集。

## 概要
2008年度下半期に放送された連続テレビ小説「だんだん」。タイトルは、出雲方言で「ありがとう」の意である。その言葉をモチーフとして、舞台地となった松江局は、2009年に3本のショートドラマを制作した。ある種だんだんのスピンオフ（派生）作品といえる（朝ドラスピンオフの第1号はちりとてちん「まいご三兄弟」=2008年夏季放映）。
"MADE IN SHIMANE"とうたっているように、オール島根ロケで撮影され、島根県内の名所が多数登場。3本のドラマの最後のセリフは「ありがとう」でしめくくられた。
それぞれのドラマ番組のナビゲーターを務めたのは、島根県で活躍するミュージシャン六子。

## 放送
- 初回：2009年3月6日 19:30-19:55（「ふるさと発」島根県内向け）
- 全国放送：同年3月20日 5:15-5:40

## キャスト・脚本・演出

### 「文香の祈り」
- 文香…二階堂ふみ
- パパ…小市慢太郎
- ママ… 近内仁子

- 脚本・演出：水ノ江知丈

### 「ノートブック」
- ぼく…青山草太
- 父…清原眞
- 母…白石勢津子
- 職人の妻…久藤公子

- 脚本・演出：水ノ江知丈

### 「お互い様」
- 社長…河野良範
- 老婦…佐々木政子
- 運転手…中岡真一

- 脚本・演出：藤山宏

## スタッフ
- ナビゲーター：六子
- 制作統括：小澤泰山
- 制作：樋口俊一
- 進行：長谷知記
- 美術：須江大輔
- 衣裳：西村明美
- ヘアメイク：畑中朋美
- 記録：布施和行
- 装飾：糸賀千佳
- 小道具：井田徹
- 取材：門田收平、木村亜矢子、石橋ひろ子
- 技術：福嶋秀
- 撮影：桑垣徳志、前田貢作
- 照明：村地英樹
- 音声：遠藤博之、藤田晋一郎
- 音響効果：柳川起彦
- 編集：水ノ江知丈
- 特機：友久哲也、松尾哲也